# But Not for Me
But Not for Me – amerykańska komedia romantyczna z 1959 roku w reżyserii Waltera Langa. Scenariusz filmu został oparty na sztuce Accent on Youth autorstwa Samsona Raphaelsona.

## Fabuła
Russ Ward (Clark Gable) broadwayowski producent z 30-letnim stażem ma za zadanie zrealizować sztukę dotyczącą mężczyzny w średnim wieku. romansującego z o wiele młodszą kobietą. Nieoczekiwanie dla Warda jego młoda sekretarka Ellie Brown (Carroll Baker) wyznaje mu miłość, co podsuwa mu pomysł na scenariusz sztuki teatralnej. Tymczasem o względy Ellie będzie zabiegać aktor Gordon Reynolds (Barry Coe), a na odbudowanie relacji z Wardem liczy jego była żona (Lili Palmer).

## Obsada
- Clark Gable  – Russell „Russ” Ward
- Carroll Baker – Ellie Brown / Borden
- Lilli Palmer – Kathryn Ward
- Lee J. Cobb – Jeremiah MacDonald
- Barry Coe – Gordon Reynolds

## Nagrody i nominacje
- Nominacja do Złotego Globu dla najlepszego aktora w komedii lub musicalu – Clark Gable
- Nominacja do Złotego Globu dla najlepszej aktorki w komedii lub musicalu – Lili Palmer
- Nominacja do Złotego Globu dla najlepszej komedii